# Hrabstwo Borden

Piramida wieku hrabstwa

Hrabstwo Borden – hrabstwo położone w USA, w stanie Teksas. Wydzielone z hrabstwa Shackelford w 1876 r. Z gęstością zaludnienia 0,25 os./km² należy do dziesięciu najsłabiej zaludnionych hrabstw Teksasu. Siedzibą władz hrabstwa jest Gail. Z zachodu na wschód hrabstwo przecina Colorado River.
Borden należy do nielicznych hrabstw w Stanach Zjednoczonych należących do tzw. dry county, czyli hrabstw gdzie decyzją lokalnych władz obowiązuje całkowita prohibicja.

## Sąsiednie hrabstwa
- Hrabstwo Garza (północ)
- Hrabstwo Scurry (wschód)
- Hrabstwo Mitchell (południowy wschód)
- Hrabstwo Howard (południe)
- Hrabstwo Dawson (zachód)
- Hrabstwo Lynn (północny zachód)

## Gospodarka
- wydobycie ropy naftowej (28. miejsce w stanie) i w mniejszym stopniu gazu ziemnego[5]
- uprawa bawełny, pszenicy, sorgo, orzeszków ziemnych i orzechów pekan[6][7]
- przemysł mleczarski[6]
- hodowla trzody chlewnej[6].